# Ferdinand Kohl
Ferdinand Kohl (* 1876 oder 1877; † 1906) war ein badischer Bildhauer, der in Freiburg im Breisgau aktiv war.
Kohl stammte aus Odelzhausen, wurde ab 1896 als Lehrling von Freiburger Bildhauer Julius Seitz ausgebildet und gilt als sein talentiertester Schüler. Er nahm bis 1898 am Modellierunterricht der Gewerbeschule teil und erreichte in diesem Jahr einen 2. Preis und schuf gefragte Grabsteine auf dem Hauptfriedhof Freiburg im Breisgau.
Mit Theodor Hengst, der ebenfalls ein Schüler von Seitz war, fertigte Kohl 1903 das Reichsgrafenrelief sowie eine „in Kupfer getriebene, inzwischen zerstörte Figur eines Lehrjungen mit Wetterfahne“ für die spätere Gertrud-Luckner-Gewerbeschule. Im Jahr 1906 starb Kohl im Alter von 29 Jahren.